# Lost & Found
Lost & Found  — друга компіляція гурту Marilyn Manson. Її випустили 5 травня 2008 в Європі лейблом Polydor Records. Збірка містить чотири пісні з перших чотирьох студійних альбомів та один трек з концертного альбому The Last Tour on Earth.

## Список пісень
| #  | Назва                                                                   | Тривалість |
| -- | ----------------------------------------------------------------------- | ---------- |
| 1. | «Lunchbox» (з Portrait of an American Family)                           | 4:36       |
| 2. | «The Beautiful People» (з Antichrist Superstar)                         | 3:42       |
| 3. | «I Don't Like the Drugs (But the Drugs Like Me)» (з Mechanical Animals) | 5:03       |
| 4. | «Irresponsible Hate Anthem» (з The Last Tour on Earth)                  | 4:38       |
| 5. | «The Fight Song» (з Holy Wood (In the Shadow of the Valley of Death))   | 2:58       |

## Учасники
- Мерілін Менсон — вокал
- Мадонна Вейн Ґейсі — клавішні, програмування
- Джинджер Фіш — ударні, програмування
- Дейзі Берковіц — гітара, програмування
- Твіґґі Рамірез — бас-гітара
- Зім Зам — гітара
- Сара Лі Лукас — ударні
- Джиджет Ґейн — бас-гітара
- Джон 5 — гітара